# Body of the Life Force Part 2
Albums de Afu-Ra
State of the Arts
(2005)
Body of the Life Force Part 2 est le cinquième album studio d'Afu-Ra, sorti le 26 novembre 2012.

## Liste des titres
| No  | Titre                                                                                              | Contient un (des) sample(s) de | Durée |
| --- | -------------------------------------------------------------------------------------------------- | ------------------------------ | ----- |
| 1.  | Intro                                                                                              |                                | 2:28  |
| 2.  | Body of the Life Force                                                                             |                                | 3:48  |
| 3.  | Lyrics Fly                                                                                         |                                | 4:12  |
| 4.  | Freedom                                                                                            |                                | 3:42  |
| 5.  | Double Barrell (featuring Biga Ranx)                                                               |                                | 3:38  |
| 6.  | Money Afu-Ra                                                                                       |                                | 5:05  |
| 7.  | Hate It                                                                                            |                                | 3:43  |
| 8.  | Hip Hop Kid                                                                                        |                                | 4:19  |
| 9.  | Gruppie Girl                                                                                       |                                | 3:48  |
| 10. | Interlude                                                                                          |                                | 1:12  |
| 11. | What You Want                                                                                      |                                | 3:24  |
| 12. | Rock Your Body                                                                                     |                                | 3:20  |
| 13. | Haterz                                                                                             |                                | 3:29  |
| 14. | Know 1                                                                                             |                                | 3:37  |
| 15. | So Amazing                                                                                         |                                | 3:28  |
| 16. | Warrior (featuring Lyricson)                                                                       |                                | 3:19  |
| 17. | Brooklyn to Jamski (featuring M.O.P. et Aya Waska)                                                 |                                | 3:34  |
| 18. | Pussy Clot (featuring Sean Price et Sadat X)                                                       |                                | 4:36  |
| 19. | Big Boys (featuring Vinnie Paz, Hannibal Staxx, C Rayz Walz, El Da Sensei, Guilty Simpson et Nine) | Come on in Love de Barry White | 7:38  |